# Emmanuel Zoungrana
Pour les articles homonymes, voir Zoungrana (homonymie).
Emmanuel Zoungrana  est un officier militaire et écrivain burkinabè. Au sein de l'armée, il a le grade de Lieutenant-colonel. Diplômé du Prytanée militaire du Kadiogo (PMK), il était le commandant du 12e régiment de commandos d'infanterie basé à Ouahigouya dans la région du Nord.

## Biographie

### Enfance et formation
Emmanuel Zoungrana est né le 31 décembre 1981 à Bigtogo, un village situé dans la province du Kadiogo, au Centre du  Burkina Faso.
Il entre au Prytanée militaire du Kadiogo(PMK) en 1993. Il y obtient un baccalauréat option philosophie en  2000 puis intègre  la même année l'École des élèves-officiers du Togo, d'où il sort sous-lieutenant en 2003,. Il s'oriente ensuite vers l'entraînement commando. Il suit des cours dans plusieurs pays tels que le Maroc et la France. En 2005, il obtient la qualification de commando de haut niveau. Au terme de sa formation, il dirige le 25e régiment de commandos parachutistes.

### Arrestation et procès
Arrêté par la gendarmerie nationale le 10 janvier 2022, il est soupçonné d'avoir préparé un coup d'État contre l'ancien président Roch Marc Christian Kaboré. Début février 2022, le tribunal militaire de Ouagadougou annule la décision de détention du lieutenant-colonel Zoungrana.
Le 11 janvier 2022, le Parquet militaire informe que huit militaires ont également été arrêtés dans le cadre d'un projet de « déstabilisation des institutions ». Cette vague d'arrestations d'officiers militaires se produit dans un contexte de mécontentement populaire, de crise d'insécurité et de craintes par le gouvernement que l'armée prépare une prise du pouvoir.
Le procès du lieutenant-colonel Emmanuel Zoungrana s'ouvre le 22 septembre 2022 sur la demande de liberté provisoire présentée par ses avocats. Il est reporté au 27 octobre 2022 pour délibération. L'officier militaire est poursuivi pour cinq chefs d'accusation dont atteinte à la sûreté de l'État et blanchiment d'argent. Le lieutenant-colonel est mis en liberté provisoire pour atteinte à la sûreté de l'État, mais pas pour blanchiment d'argent. Ses avocats portent l'affaire devant la plus haute juridiction du pays pour statuer sur la demande de liberté provisoire non accordée à leur client par la justice militaire. Le 22 mai 2024, La justice burkinabè accorde la liberté provisoire à Emmanuel Zoungrana. Libéré, il est, le 29 mai 2024, enlevé par des hommes armés cagoulés .

## Ouvrages
Emmanuel Zoungrana est auteur d’une dizaine d'ouvrage:
- L’As de pic en débandade [1]
- Marwellé, l’enfant aigri
- Enfants chéris
- Sentinelles
- The ace of spades in  disarray
- Le triomphe des parvenus
- Le péril de vie des hommes.

Autres ouvrages en cours de publication 
- La traque ignoble d’un honnête citoyen
- Le monde condamné
- La lutte contre le terrorisme au Burkina Faso : Défis et perspectives [13].